# 1720-as évek
Évszázadok: 17. század · 18. század · 19. század
Évtizedek: 1670-es évek · 1680-as évek · 1690-es évek · 1700-as évek · 1710-es évek · 1720-as évek · 1730-as évek · 1740-es évek · 1750-es évek · 1760-as évek · 1770-es évek
Évek: 1720 · 1721 · 1722 · 1723 · 1724 · 1725 · 1726 · 1727 · 1728 · 1729

## Események és irányzatok
- aláírják a nystadi békét, amelynek értelmében Svédország jelentős területi engedményeket tesz Oroszországnak

## A világ vezetői
- I. Péter (Oroszország)
- I. Frigyes (Svédország)